# Cyperus dichromeniformis
Cyperus dichromeniformis är en halvgräsart som beskrevs av Carl Sigismund Kunth. Cyperus dichromeniformis ingår i släktet papyrusar, och familjen halvgräs. Inga underarter finns listade i Catalogue of Life.